# Espada de lengua de carpa

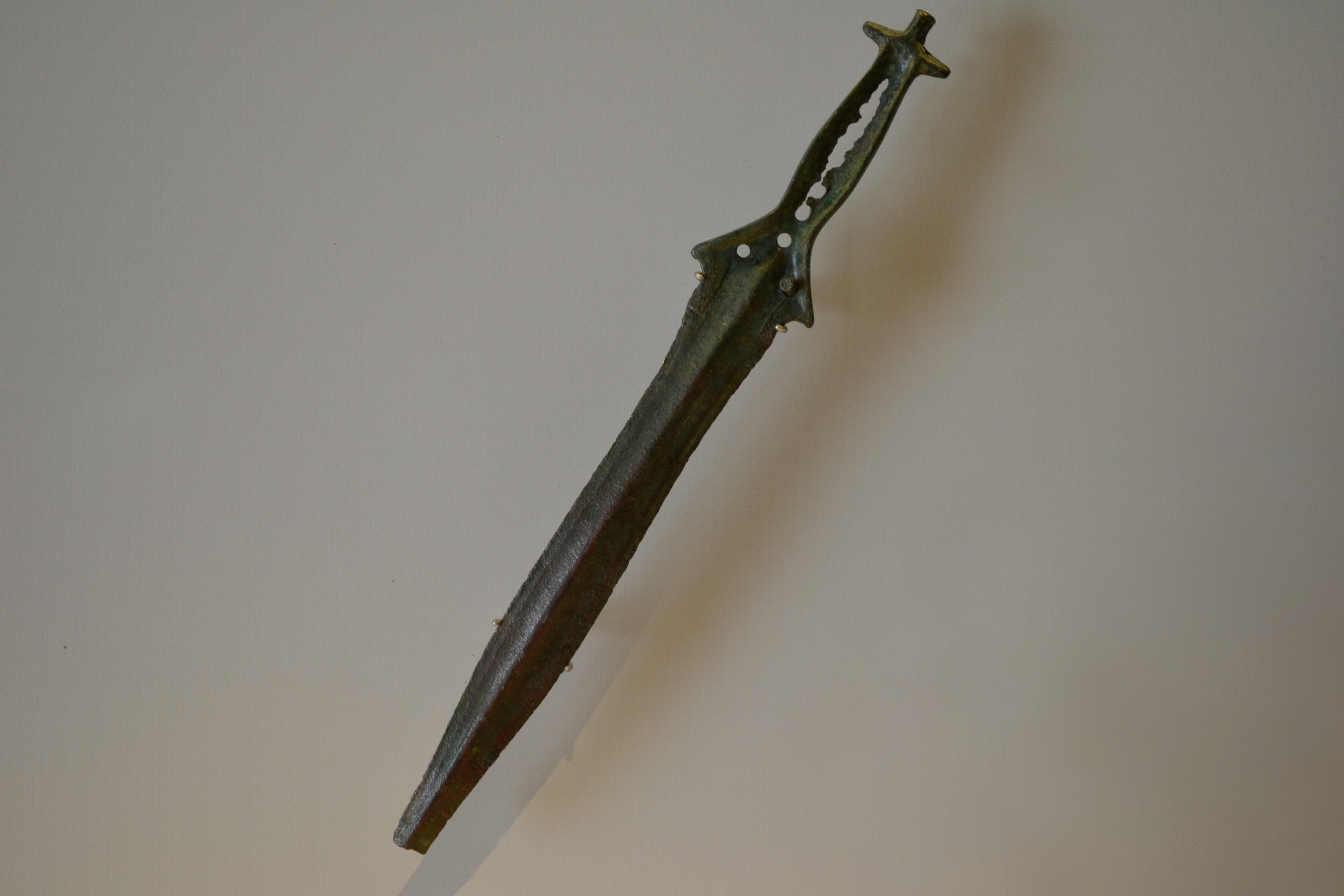
Espada de lengua de carpa. Bronce Final. 1150-850 a. C.

La espada de lengua de carpa es un tipo particular de espada desarrollada en la Edad del Bronce en Francia, que luego se extendió por toda la Europa Atlántica, hasta Gran Bretaña. Fue el primer modelo de espada capaz de combinar la capacidad de corte ofensivo y de estocada. 

## Fabricación
- La hoja de bronce era ancha, con filos paralelos, con una punta pronunciada, la «lengua de carpa», de ahí el nombre, tan grande como un tercio de la hoja misma;
- La empuñadura, como en otros ejemplares de espadas de la Edad del Bronce, era de metal, fijada a la hoja mediante remaches (dos o cuatro).